# Sangen om Rondane
Sangen om Rondane är en norsk film från 1934. Regissör var Helge Lunde, foto av Reidar Lund. I huvudrollerna spelade Einar Vaage, Kirsten Heiberg och Georg Løkkeberg. Egil Sætren stod för scenografin.

## Rollista
- Kirsten Heiberg – Greta
- Georg Løkkeberg – Knut
- Einar Vaage – grosshandlaren
- Arne Bang-Hansen – Erik, Gretas bror
- Robert Dahl
- Ole Grepp – Petter
- Theodor Hald – hallåa
- Thoralf Klouman – doktorn
- Dagmar Myhrvold – Kari, Knuts mor
- Gerd-Lise Nore – Gretas och Knuts dotter
- Eva Steen – tant Augusta
- Einar Tveito – en hästhandlare
- Ottar Wicklund – Hans, Knuts bror
- Sonja Wigert – Astrid, Gretas vän